# Maurice Chevalier
Maurice Chevalier (numele real Maurice-Edouard Saint-Léon Chevalier) (n. 12 septembrie 1888, Paris; d. 1 ianuarie 1972, Marnes-la-Coquette, Paris) a fost un actor francez (teatru și film) și un cântăreț de operetă.

## Biografie
El s-a născut în capitala pariziană și a devenit vedetă a comediilor muzicale, apărând de la o vârstă fragedă în public, ca dansator și cântăreț. În 1901 și-a făcut intrarea în show business, la frageda vârstă de 13 ani. El cânta pe gratis într-o cafenea unde a fost văzut de un cunoscut membru al unui teatru care i-a sugerat să dea o probă pentru un musical. Chevalier a făcut acest lucru și a obținut rolul. În 1909, a devenit partenerul de scenă al celei mai mari vedete feminine din Franța vremii respective, Mistinguett. Cei doi au început mai apoi o lungă relație amoroasă. 
În Primul Război Mondial, s-a înrolat în armată, a fost împușcat în spate, a obținut decorația Crucea Războiului și a fost făcut prizonier de război. După război, a devenit cunoscut în Marea Britanie și a început o carieră în film. De asemenea, a făcut prima încercare de a avea o carieră pe Broadway, însă a trebuit să renunțe la teatru vreme de câteva luni, din cauza unei căderi psihice. Până în 1929, și-a revenit și s-a mutat la Hollywood, unde a obținut primul său rol într-un film american, Innocents of Paris. 
În 1930, Chevalier a fost nominalizat la premiile Oscar pentru cel mai bun actor, pentru două roluri, din filmele The Love Parade și The Big Pond. S-a întors în țara natală în anul 1935 și și-a petrecut cea mai mare parte din Al Doilea Război Mondial izolat de lume, având totuși scurte apariții în public. După război, s-a afirmat că a colaborat cu regimul de la Vichy, însă aceste susțineri au fost combătute, iar Chevalier a fost achitat în mod oficial. 
În anii ’50 și ’60, a câștigat în popularitate datorită aparițiilor în filmul musical Gigi (1958), cu Leslie Caron și Hermione Gingold, împreună cu care a interpretat cântecul I Remember It Well și în câteva filme ale lui Walt Disney. Semnul distinctiv al marelui actor era o pălărie de paie (canotieră), pe care o purta întotdeauna pe scenă, alături de costum. Maurice Chevalier are o stea pe faimoasa Hollywood Walk of Fame. El a murit la 1 ianuarie 1972 la vârsta de 83 de ani.

## Filmografie selectivă
- 1960 Can-Can, regia Walter Lang
- 1962 Copiii căpitanului Grant (In Search of the Castaways) - Jacques Paganel